# Reintroducció de l'os als Pirineus

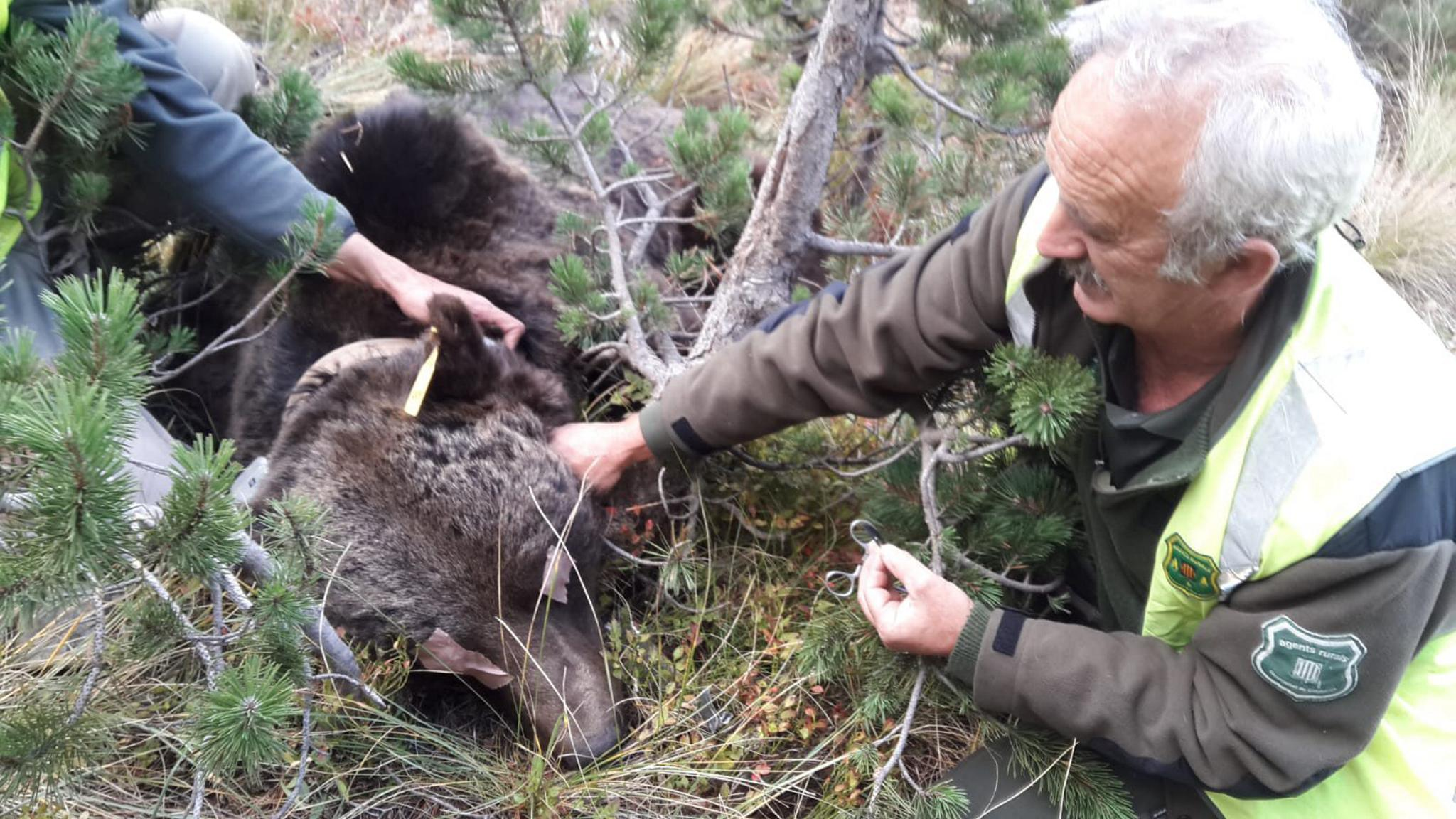
Tècnics canvien la bateria del collar GPS de l'os Goiat. Vall d'Aran, octubre del 2018

La reintroducció de l'os als Pirineus és com s’anomena col·loquialment el conjunt d’accions programàtiques que les diverses administracions amb competències en matèria ambiental han anat implementant els darrers anys per evitar l'extinció local definitiva de l'os bru i assegurar-ne la seva recuperació i posterior consolidació.
L'os bru als Pirineus es trobava al caire de l'extinció local a la serralada a finals del segle xx, quan només quedaven 4 o 5 exemplars autòctons, degut a la persecució directa per l'home a que es veié sotmesa aquesta població. Tot i que són diverses les mesures empreses des dels anys 90 per revertir aquesta situació, ha guanyat molt protagonisme el reforç poblacional mitjançant la translocació d'individus reproductius originaris d’Eslovènia, on resideix una població viable de la mateixa subespècie europea. Entre el 1996 i el 2018 es van translocar 11 exemplars des d'aquest país balcànic (10 a França i 1 Catalunya).
El programa suscita des de l'inici de la seva implantació importants adhesions i oposicions en el conjunt de la societat, amb partidaris i detractors que s'articulen en diversos grups d'influència. La principal resistència es deu al fet que un cop alliberats al nou medi pirinenc, els animals translocats i els seus descendents, així com succeïa amb els anteriors ossos autòctons, poden atacar la ramaderia i l'apicultura.
Des de l'inici del programa s'han registrat naixements d'ossos als Pirineus. Per al 2022 s'estimà una mínim de 76 exemplars vius, entre cadells, sub-adults i ossos adults i a l'any següent, 83. La població d'ossos bruns a la serralada està catalogada encara en perill crític en l'última revisió de la llista vermella de la Unió Internacional per a la Conservació de la Natura (UICN), del 2018. Aquest és l'últim estadi considerat abans de l'extinció definitiva, tot i que se'n reconeix la millora demogràfica progressiva als darrers anys. Ja la subespècie europea en el seu conjunt, a la qual pertanyien tant els ossos autòctons com hi pertanyen els actuals d'origen balcànic, està classificada en risc mínim.

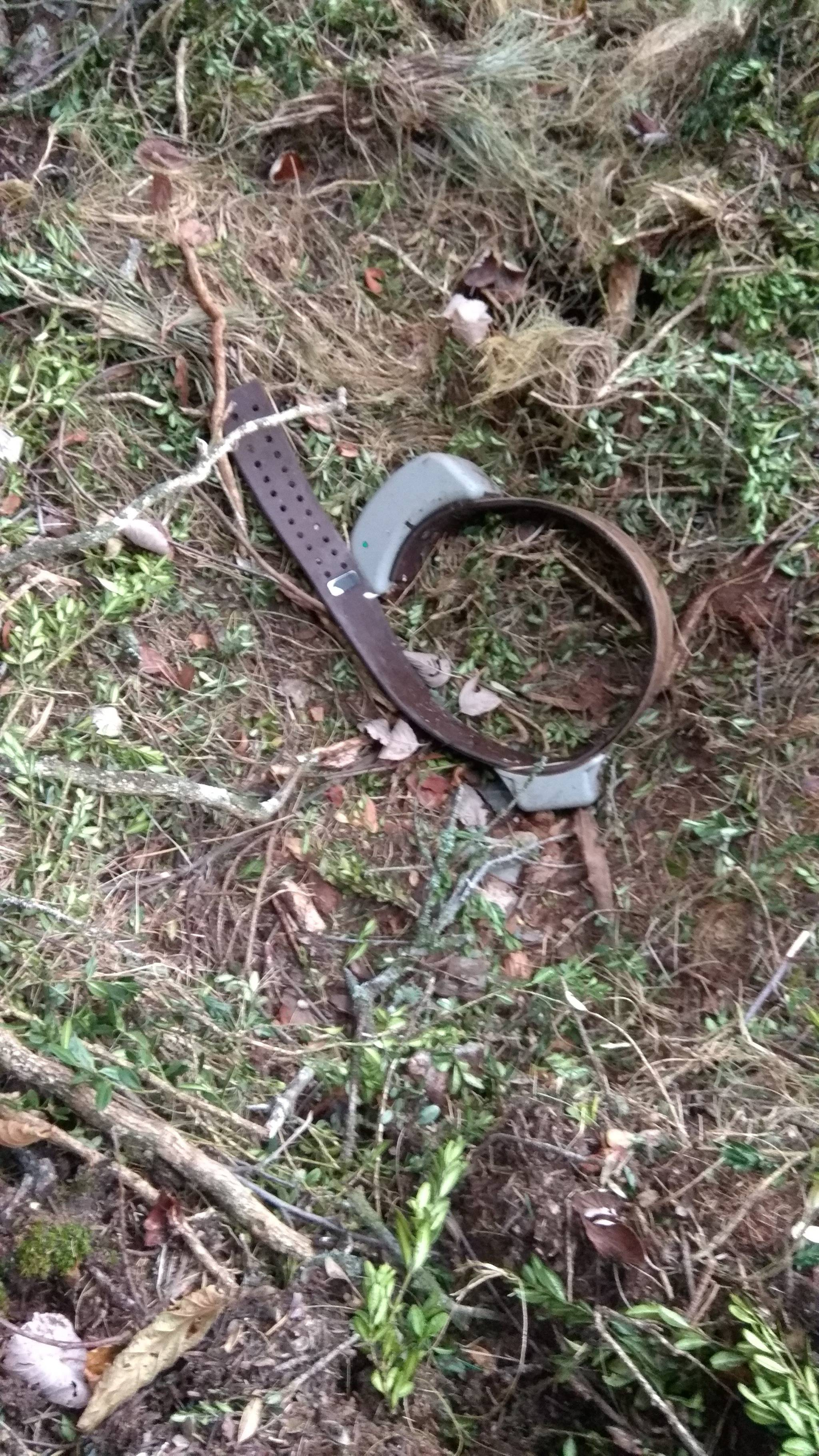
Collar GPS que geolocalitzava l'os Goiat via satèl·lit localitzat el 14 de novembre del 2020 a la Ribagorça aragonesa

## Programes i altres accions
A mitjans dels anys 90 l'os bru va estar a punt d'extingir-se dels Pirineus. Només va quedar un reducte de població a la zona atlàntica, entre França, Navarra i l'Aragó. L'extinció definitiva hauria representat, entre d'altres aspectes, la pèrdua d'una peça bàsica en l'ecosistema.
Aquesta situació es produí a causa de la caça i persecució directa a que es veié sotmesa l'espècie, en bona part deguda als danys que causava a la ramaderia. També hi contribuïren les morts accidentals en batudes de senglars, el prestigi que suposava la seva caça entre persones de l’alta societat i, al segle xix, l'extracció de cadells per part d'orsallers (sobretot a l'Arieja) que els mantenien en captivitat per ensinistrar-los i exhibir-los en fires i festes.

### El primer programa Life
El reforçament de la població de l'os bru als Pirineus va començar l'any 1996 amb una subvenció del programa Life de la Unió Europea de conservació i protecció d'espècies. Tot i les protestes aquell any, França va alliberar a Melles (Alta Garona) dos exemplars: les osses Živa i Melba, i el 1997, un mascle, en Pyros, tots procedents d'Eslovènia. L'origen va ser seleccionat atenent estudis que demostren que els ossos balcànics, del sud d'Escandinàvia, i els del sud i sud-oest d'Europa pertanyen a una única línia genètica, que s'explica pel fet que es va produir un refugi durant l'última glaciació al sud d'Europa. Translocar ossos del cantàbric, encara més propers genèticament que els balcànics, no era una opció sobre la taula donada la complicada situació en què aleshores també es trobava aquesta altra població ibèrica, catalogada en perill d'extinció.
El Programa de conservació de vertebrats amenaçats dels Pirineus, havia estat presentat conjuntament per Catalunya, Aragó, Navarra i França. Fou aprovat l'any 1993 per la Comissió Europea, que incloïa a més el trencalòs i la cabra salvatge i s'havia de dur a terme entre el 1994 i el 1997. El programa implicava la reintroducció d'ossos a Catalunya i a França i el seguiment de les poblacions relictuals a Aragó i Navarra. La inversió prevista era de 1.100 milions de pessetes, finançada el 75% per la UE. El principal objectiu va ser dur a terme una experiència pilot i es van alliberar tres ossos als Pirineus centrals per avaluar la seva adaptació al medi, la resposta social (coexistència humà-os) i testar els mètodes de translocació.
Els exemplars reintroduïts es van adaptar i van tenir cadells, suposant la revifalla de la població ursina a la zona. Amb tot, el programa LIFE ja va suscitar un fort conflicte amb la població local i el sector primari, amb qui no hi va haver concertació prèvia.

### Les translocacions del 2006
Al 2004, l'última ossa reproductora autòctona, Cannelle, fou morta a trets per un caçador que al·legà legítima defensa, al Bearn occità. L'Estat francès, després de signar un protocol internacional de col·laboració amb Andorra i Espanya, va alliberar cinc nous ossos l'any 2006. Van ser quatre femelles i un sol mascle. Tres de les femelles van morir de forma traumàtica per atropellament, despenyament i arma de foc. Només una va aconseguir reproduir-se –Hvala– El mascle, Balou, va morir per l'impacte d'un llamp el 2014, deixant un fill pòstum –Cachou– que nasqué al 2015, però que morí enverinat al 2020 i sense descendència coneguda.
L'evolució demogràfica, des dels primers progenitors, ha estat positiva als Pirineus centrals (Val d'Aran, Pallars Sobirà, Alta Garona i Arieja): s'han obtingut primeres i segones generacions, tot completant el cicle biològic, i no han aparegut problemes d'adaptació. Durant els primers 10 anys, el nombre d’ossos es va estancar entre els 10 i 12 exemplars. Posteriorment, i gràcies al nou reforç del 2006, la població va experimentar un nou increment fins als 30 individus, que ocuparen territoris de gran qualitat dins de la Xarxa Natura 2000.

### Programa PirosLife

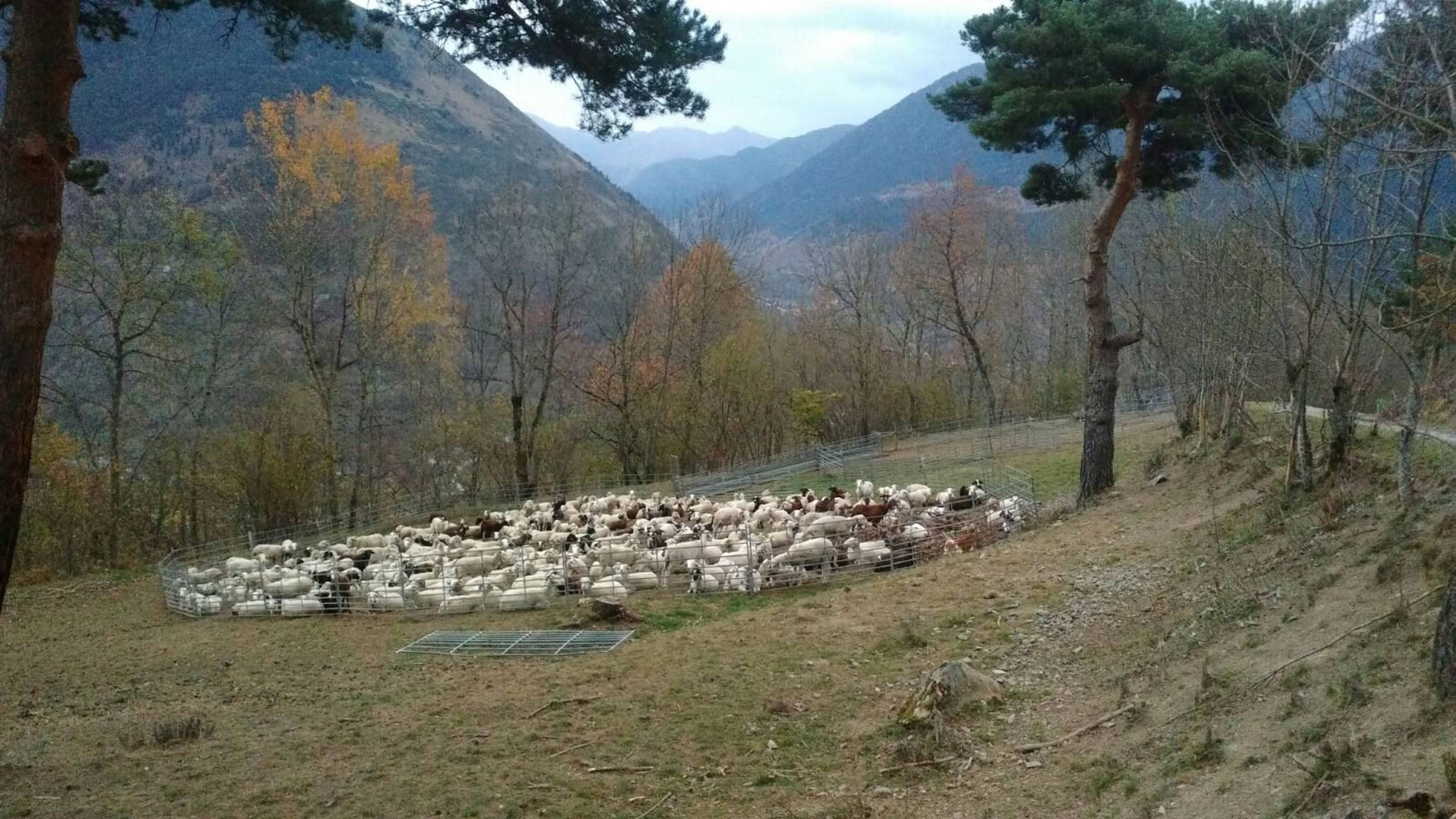
Agrupament de ramats amb tancats electrificats

El 2014 la presència de l'os als Pirineus agafà embranzida amb la posada en marxa del programa PirosLife, que cercava consolidar el futur de l’os bru als Pirineus mitjançant una série d'accions que pretenien generar un clima de coneixement, participació i coexistència amb la societat. Aquesta iniciativa, que s'emmarcà dins del programa LIFE+ de la Comissió Europea, comptà amb un pressupost inicial de 2,5 milions d'euros, dels quals el 75% provenien de fons europeus. La despesa final arribà fins gairebé els 3 milions d'euros i el programa es donà per exhaurit al 2019.
Una de les principals accions que preveia el programa Piroslife era la introducció d'un nou mascle d'os bru. S'havia diagnòsticat que la variabilitat genètica de la població era baixa, però no extraordinàriament baixa per al nombre de fundadors. El 75% dels ossos nascuts al Pirineu eren descendents de Pyros. Pràcticament tots els mascles en edat reproductora han estat parents directes seus. En canvi, les femelles reproductores representen a tres estirps diferents, procedents de les fundadores Živa, Melba i Hvala.
El juny de 2016, al Parc Natural de l'Alt Pirineu, es va alliberar un nou exemplar procedent de la Reserva de Caça de Jelen, a Eslovènia. L'exemplar era un mascle d'entre nou i deu anys, un pes aproximat de 205 quilos i que va ser batejat com a Goiat. El motiu de la translocació d'aquest plantígrad era la necessitat d'un mascle reproductor entre la població pirinenca de l'espècie que trenqués la dominància reproductora de l'os Pyros i aportés més variabilitat genètica. Tanmateix, passats quatre anys des del seu alliberament, encara no es coneix descendència de Goiat.

### Les traslocacions del 2018
Un altre dels problemes que s'arrossegaven era l’aïllament d’alguns individus al Pirineu occidental, fet que va palesar la necessària connectivitat entre les dues àrees pirinenques amb presència de l'espècie. El 2018, el govern francès va translocar, entre fortes protestes de la població local, dues femelles reproductores al Pirineu Occidental: Sorita i Claverina. L'objectiu era donar una oportunitat d'aparellar-se als dos mascles que encara quedaven per aquelles valls: Nere, un os d'ascendència eslovena i el seu fill adult, Canelito (el fill orfe de Cannelle), l'únic os portador al 50% de la soca pirinenca. Tot i que avui dia aquestes dues osses no han aconseguit donar a llum cadells que sobrevisquessin, s'ha constatat que Rodri, un os nascut al 2014 a la Vall d'Aran, s'ha traslladat al nucli occidental, mentre que Canelito sembla haver-se assentat a la Bigorra, als Alts Pirineus Francesos, a la zona intermèdia entre els dos nuclis de població.

### Altres accions
Des dels seus inicis, la translocació d’espècimens ha tingut molt d'impacte en l’opinió pública, tant per l'espectacularitat mediàtica dels operatius i el seu cost econòmic, com per l’impacte negatiu quasi immediat que sovint han causat els nous animals sobre les explotacions econòmiques de les poblacions humanes properes. Tanmateix, des de les administracions implicades, actualment coordinades pel Grup de Seguiment Transfronterer, es desenvolupen moltes altres accions, com són: el seguiment de la població mitjançant la recollida d’evidències (fotografies, vídeos, mostres de pel i d’excrements), la col·locació de collars GPS en alguns exemplars i el seu posterior estudi i seguiment, el peritatge de danys causats a particulars (especialment apicultors i ramaders), l’anàlisi de dades per a la diagnosi de la situació demogràfica i genètica de la població, l'elaboració del cens anual, la diagnosi i disseny d’una xarxa d’espais de connectivitat ecològica transfronterera, la millora dels habitats amb la plantació d'arbres fruiters i l'elaboració de protocols d’actuació.
A mesura que anaren passant els anys, algunes administracions han tractat de finançar també (amb l’ajut de fons europeus, estatals i autonòmics), no només les indemnitzacions als actors afectats per les escomeses dels ossos, sinó també l’adopció de diverses mesures per tal d’evitar els atacs (o de reduir els danys) a la ramaderia i l'apicultura transhumant. Entre aquestes accions destaquen el finançament per la compra de gossos protectors de ramats i de tancats elèctrics, l'agrupament de ramats i la contractació de pastors de temporada, la construcció i rehabilitació de cabanes per als pastors en zones d’alta muntanya.
El 40% del pressupost del programa PirosLife fou dissenyat per afavorir la convivència amb ramaders i apicultors, dos dels sectors més contraris a la reintroducció de l'os. També es va preveure l'avaluació del sistema de prevenció i de compensacions per danys. Així, es pogué comprovar que el nombre de pèrdues en ramats protegits mitjançant els agrupaments de ramats vigilats va ser significativament més baix que en la resta de ramats. Entre 2015 i 2019, la probabilitat de tenir atacs en ramats no protegits va ser 7,5 vegades més elevada que en ramats protegits.
Altres accions busquen una major implicació comunitària. Aquí destaquen el desenvolupament d’un conjunt d’activitats educatives i de divulgació, encaminades a la conscienciació i la sensibilització, i la creació d’una plataforma de promoció ecoturística per a l’acceptació i el reconeixement social de la presencia de l’os en un hàbitat ben conservat.
Amb tot, la proliferació dels atacs als ramats i les arnes, a mesura que la població ursina creix i les mesures preventives/protectives s'apliquen de forma desigual, ha conduït a la irrupció de l'anomenat 'conflicte de l'os', augmentant el rebuig al programa i a l'espècie a la serralada. A Catalunya, malgrat que la Generalitat treballa per reduir els nivells de conflictivitat a partir de la implementació de mesures de prevenció i l'aplicació d’un protocol d'indemnitzacions per danys produïts, s'ha palesat també la necessitat d'implementar un procés de mediació per avançar en la coexistència entre els ossos i la població local.

## Resistències a la reintroducció

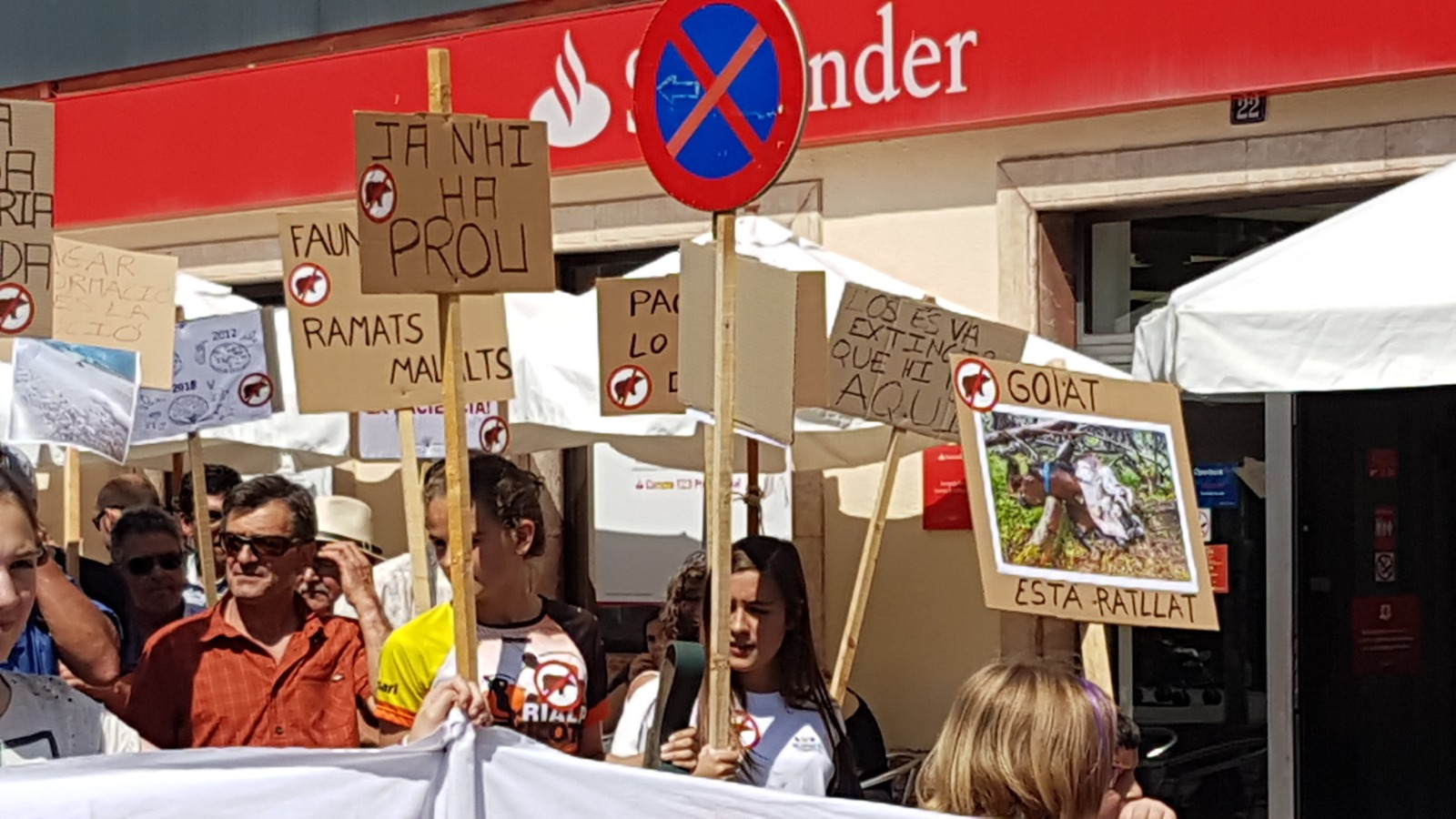
Manifestació anti-os i contra Goiat a Sort, Pallars Sobirà, 28 de juny de 2018.

### Catalunya i Aran

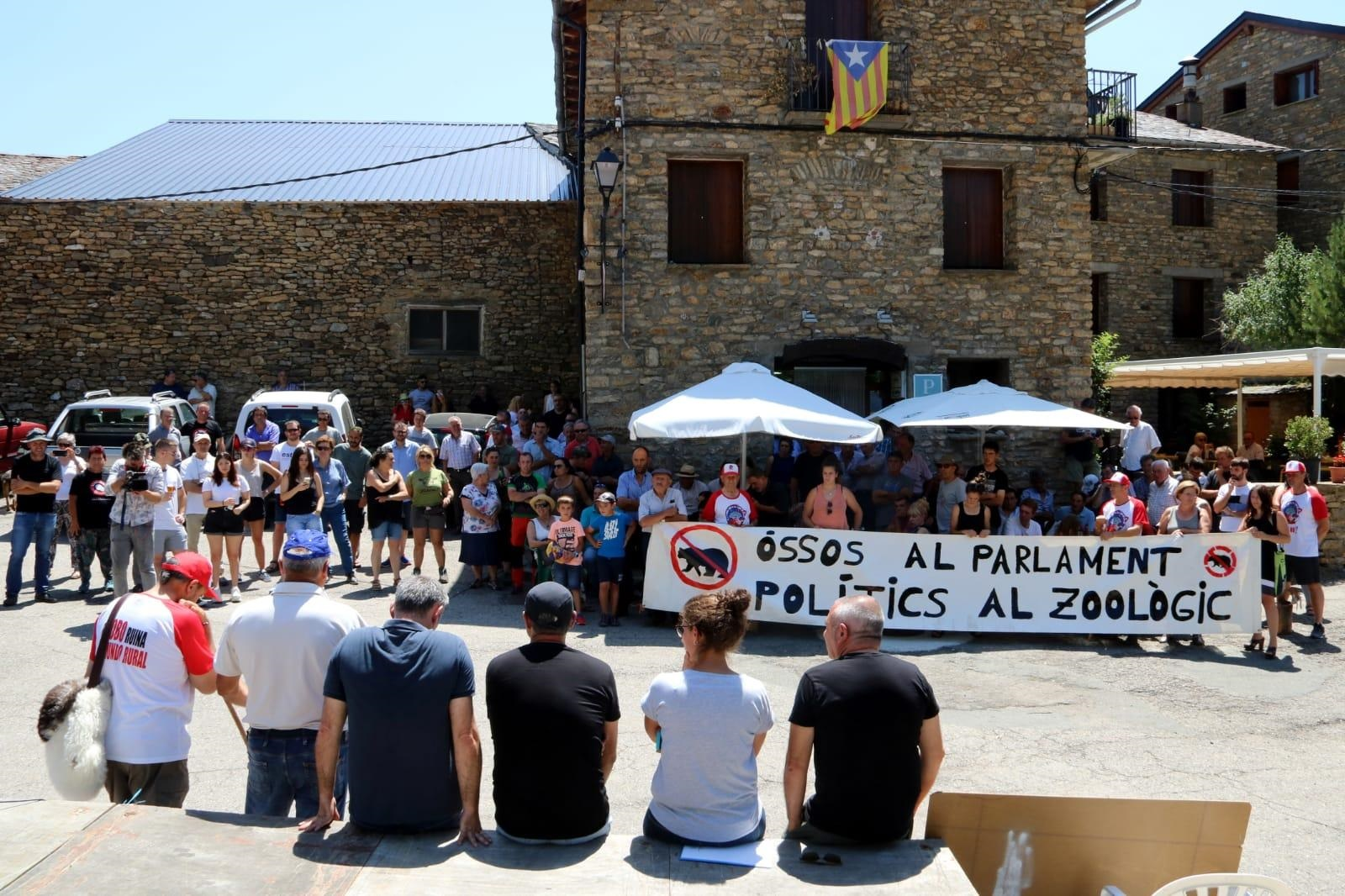
Manifestació al poble de Llessui, a la Vall d'Àssua (Sort), 30 de juny de 2019.

Les resistències de la població han estat molt fortes pel paper important que jugava el caràcter mític de l'os i la por atàvica que la seva presència despertava. La Generalitat de Catalunya pretenia fer de l'os una marca de qualitat turística, però l'any 1994, amb la notícia del pla d'alliberament, els municipis de les valls d'Àneu es van oposar a la presència de l'os.
La campanya opositora va aconseguir que el 1995 es retardés l'alliberament previst i el març de l'any següent es decidia no fer la reintroducció a Catalunya. Tot i això el departament d'Agricultura, Ramaderia i Pesca (DARP) de la Generalitat de Catalunya i el Ministeri de Medi Ambient de França van firmar un conveni de col·laboració per garantir la coordinació del seguiment i control dels ossos alliberats a França, per la possibilitat que passessin la frontera. L'abril de 1996 els ramaders i caçadors del Pallars Sobirà i la Vall d'Aran es van manifestar contra l'alliberament dels ossos que es dugué a terme a França al mes següent.
Vint anys més tard, es van disparar les alarmes de nou amb la translocació de l'os Goiat. A més de les escomeses típiques a les arnes d'abelles i a la ramaderia, es va detectar que Goiat havia atacat bestiar equí, sobretot a la Vall d'Aran, arribant a matar una éuga de 700 kg el 2017. L'any següent la problemàtica prosseguí i les mesures dissuasives que s'havien pres, com l'ús de bales de goma o de tancats elèctrics resultaren insuficients per contenir la seva voracitat, fet pel qual es començà a debatre la possibilitat d'extreure'l del medi.
El 28 de juny de 2018 un centenar de ramaders es manifestaren a Sort, per protestar contra l'os bru davant del consell comarcal del Pallars Sobirà i exigir la retirada de Goiat, després que hagués mort una éuga la setmana anterior a Son del Pi. En aquell moment hi havia al Pirineu prop d'una desena d'explotacions immobilitzades en haver donat positiu en tuberculosi i els manifestants reclamaren a l'administració que apliqués a la fauna salvatge el mateix control de sanejament que es fan als ramats, en ser aquesta portadora i transmissora la malaltia. Denunciaren també retards en el pagament de les indemnitzacions i alertaren que aquest fet podria comportar el tancament d’algunes explotacions.
El 31 d'agost del 2018, el sindicat Unió de Pagesos convocà una manifestació a Vielha contra la gestió de la fauna salvatge i denunciar els danys que ocasionen l'os, el voltor, el cabirol i el senglar als sectors afectats. La protesta fou secundada per unes 300 persones i comptà amb la presència del síndic d'Aran i representants del sector ramader i turístic. A l'octubre s'efectuà una espectacular operació amb helicòpter per canviar la bateria del collar GPS de Goiat i poder continuar fent-ne el seguimentVegeu imatge adalt). I el novembre s'aprovà el Protocol d'intervenció d'ossos al Pirineu, amb l'objectiu d'orientar l'actuació davant d'exemplars amb conductes atípiques i resoldre situacions conflictives.
El 2019 es van reforçar les mesures aversives. Tanmateix, aquell estiu es va saber que Goiat acumulava més de cent caps de bestiar morts en els seus tres anys a la serralada. Les seves incursions erràtiques pel Pallars Jussà, la Ribagorça i el Sobrab aragonès van desfermar una campanya anti-os a tot el vessant sud dels Pirineus. A Catalunya, la principal concentració es produí el 30 de juny a Llessui (Sort) i aplegà un centenar de persones, convocades pels sindicats agrícoles ASAJA, Unió de Pagesos i l'Associació de Ramaders del Pallars Sobirà. El 2020, després que s'informà que Goiat havia perdut el collar transmissor de GPS, mitjançant el qual es podia fer seguiment de les seves escomeses (vegeu imatge adalt), la Generalitat anuncià la imminent introducció de la figura d'un mediador per reduir tensions amb els ramaders i a inicis del 2021 ja hi havia 5 mediadors treballant permanentment al Pallars per establir ponts de col·laboració entre el desenvolupament del Life i el territori. També s'ha disponibilitzat d'un nou mapa de seguiment en líniea dels indicis d'os en les comarques catalanes amb presència ursina. El mapa, que s'actualitza cada 24 hores, pretén ser una eina de millora de la coexistència amb el sector primari local.

### França

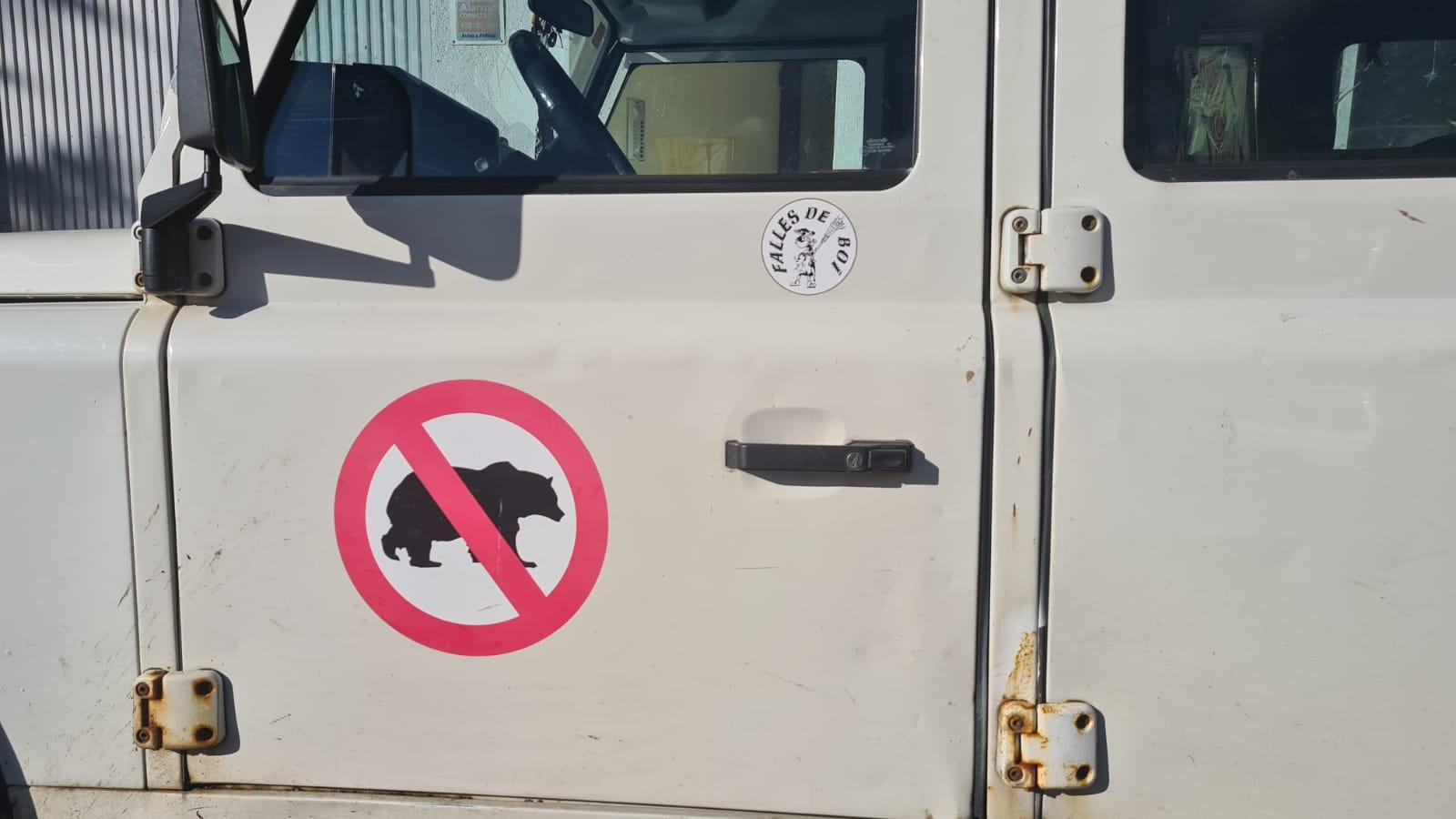
Adhesiu anti-os en un jeep al Pirineu català

Els alliberaments d'ossos efectuats a França el 2006 estigueren acompanyats d'expressions populars de descontentament i oposició, bé com temptatives de sabotatge. L'1 d'abril d'aquell any, a Arbast (Alta Garona), una manifestació resultà amb aldarulls i deu manifestants foren condemnats a penes d’1 a 4 mesos de presó (suspeses) i al pagament de danys i perjudicis a l’ajuntament. El 25 d'abril, els contraris a l'os aconseguiren impedir per la força l'alliberament que estava previst de Palouma, tot i que s'acabà produint igualment dues hores més tard al municipi de Burgalais, a 45 km de distància.
El 25 d'abril del 2006 l'ossa Franska fou alliberada a Banhèras de Bigòrra (Alts Pirineus) amb la màxima discreció i el 13 de maig uns 5.000 manifestants anti-os es van mobilitzar al mateix municipi contra la reintroducció dels ossos. L'11 de juliol de 2007 més d'un centenar de ramaders d'ovelles es concentraren davant la prefectura dels Alts Pirineus per protestar per les depredacions causades per Franska sobre els seus ramats, mesura a la qual accedí el prefecte regional. Tanmateix l'ossa morí el 9 d'agost de 2007, atropellada per un cotxe entre Lorda i Argilèrs.
A la dècada de 2010, el Departament de l'Arieja, que conté les antigues regions històriques occitanes del Coserans i del País de Foix, és on s'han anat instal·lant bona part dels ossos del Pirineu Central. També és aquí on les tensions per la presència dels plantígrads anaren pujant més graus als darrers anys.
El setembre del 2013, a les pastures d'estiu de Pouilh (Ost), al Coserans, una trentena d'ovelles van caure d'un penya-segat. Les sospites van recaure sobre l'ós. Però els agents de l'Oficina Nacional de la Caça i de la Fauna Salvatge (ONCFS) que hagueren de fer la perícia del local sota la pressió dels pastors de la contrada, no trobaren indicis que incriminessin als plantígrads. Es desferma una polèmica en l'opinió pública sobre l'incident i l'enuig de les associacions de defensa del pastoralisme representa un punt d'inflexió entre els partidaris i detractos dels ossos.
El juliol del 2017, la mort de 209 ovelles després d'una escomesa al Mont Rouch, al municipi fronterer de Coflens, va suposar una gran conmoció. Per als pastors, la principal preocupació era trobar la resta del ramat, atemorit per les males condicions meteorològiques i la configuració del lloc dificultava considerablement la investigació in situ. En total, més de 600 animals romandrien extraviats. Tot i això, cal assenyalar que el bestiar amenaçat es trobava en domini públic municipal o estatal sense que els pastors el vigilessin.
Les tensions van aflorar a l'agost, quan quatre agents de l'ONCFS van ser intimidats per una trentena d'individus durant una avaluació dels danys comesos per l'os. Els agents van ser rebuts amb una cinquantena de trets i els van punxar les quatre rodes del seu vehicle.
A principis de setembre el consell departamental de l’Arieja va reafirmar la seva «oposició a la reintroducció dels ossos en llocs on ja no hi tenen espai des de la reactivació del pastoralisme i el desenvolupament de la civilització de l’oci». "L'Estat, únic responsable del retorn dels ossos als Pirineus, ha d'assumir les conseqüències d'aquest devastador fracàs", va afegir el grup majoritari de càrrecs electes del departament. Poc després, es va difondre als mitjans de comunicació el vídeo d'una trentena d'homes encaputxats i armats proclamant la reobertura de la "caça de l'os" a l'Arieja i prometent liderar la resistència activa contra els agents estatals. El grup invocà el precedent de la guerra de les damiseles, una rebel·lió ocorreguda a la regió entre el 1829 i el 1832, en que camperols, disfressats de dones, van atacar els grans propietaris de terres i els guardes per lluitar contra el nou codi forestal que afavoria els més rics.
El juliol del 2019, després d'una altra estimbada massiva d'ovelles a Ausat, uns desconeguts van incendiar el vehicle de l'equip de la ONCFS desplaçat per a avaluar els danys. I el 19 d’agost de 2019 es va descobrir un cartell penjat al bosc d'Ausat advertint els turistes i excursionistes que es farien batudes anti-os i instant-los a no desviar-se de les rutes de senderisme i a portar roba fluorescent. El text deia: «Això és la revolució! Això és la guerra. Siguin prudents: els projectils poden ser mortals a més de tres quilòmetres de distància» Es dona el cas que a l'Arieja hi ha una oposició frontal al programa de l'os i es refusa dràsticament l'adopció de les mesures preventives facilitades des de l'administració. La situació de tensió creada ha portat a que agents francesos es neguin a treballar en aquestes valls i alcaldes, negocis i activistes favorables a la reintroducció han estat també amenaçats.
Ja als Pirineus Occidentals, al 2015 tan sols quedaven vius dos mascles adults deambulant entre el Departament dels Pirineus Atlàntics i la zona fronterera amb Navarra i Aragó. L’1 de juliol de 2016, sis anys després de l’inici del procés d’avaluació del projecte per part del Ministeri de Medi Ambient francès, la renovació del Comitè del Massís dels Pirineus va permetre que el 50% votés a favor de la introducció d’un femella al nucli occidental en un intent d’evitar l'extinció de la soca pirinenca històrica, sense que encara es fixés la seva data. El 2017, un estudi del Museu d’Història Natural recomanà alliberar dues femelles al Pirineu occidental i quatre més al Pirineu central per evitar la consanguinitat. La qüestió de la reintroducció de les femelles al Pirineu Occidental es debat, en particular per l'oposició de certs pastors que tenen por de rebre la mateixa sort que els seus companys del l'Arieja.
Al 2018, la previsió de la translocació de dues femelles reproductores eslovenes al Bearn desfermà una forta campanya d'oposició. El 28 d'agost, pastors i ramaders van tractar de boicotejar les festes del formatge d'Eth Saut, a la Vall d'Aspa. En una acció directa contra la batllesa de la localitat, que s'havia pronunciat a favor de l'os, una part dels 200 manifestants van llançar pots de sang i troços de xais morts davant de l'ajuntament, custodiat pels gendarmes. Els convocants, de l'Association pour la Sauvegarde du Patrimoine Pyreneen, no van voler reunir-se amb la batllessa, la qual no tenia cap poder de decisió sobre l'alliberamet de les dues osses. El president d'aquesta associació es va mostrar disposat a organitzar batudes per espantar aquests animals a trets.
A la tardor, quan la data de l'alliberament era imminent, els detractors es van dedicar a bloquejar les vies d’accés a la Vall dAspa per tal d'impedir l'operació i revisar tots els vehicles de càrrega que circulaven per la zona. Finalment, les osses Claverina i Sorita van ser portades en helicòpter els dies 4 i 5 d’octubre del 2018 i alliberades en paratges secrets a l'alta muntanya bearnesa. Uns dies abans, el govern d’Aragó havia expressat la seva oposició a la “introducció unilateral” d’aquests dos plantígrads.
Val a dir que entre el 26 de setembre i el 25 d'octubre, una vintena d'alcaldes d'Alt-Béarn i la zona muntanyosa d'Iparralde van emetre ordenances municipals prohibint el trànsit d'ossos pels seus respectius territoris. Les mesures tenien un caire simòlic i anaven adreçades a oposar-se a l'alliberament de les dues femelles. Es basaven en un article del Codi General d'Ens Locals que dona als alcaldes de pobles petits una autoritat de policia municipal en determinades situacions. Dos anys després, però, el jutjat contencios administratiu de Pau va anul·lar aquestes ordenances.
Ja al Departament dels Alts Pirineus, el 30 d'agost del 2019 es produí una altra gran estampida d'ovelles en un ramat d'alta muntanya a Cautarés, a prop de la frontera. Més de 50 ovelles moriren i 300 desaparegueren. Ramaders francesos i bascos es van manifestar el 2 de setembre a Baiona, deixant moltes de les ovelles mortes davant la delegació del govern francès als Pirineus Atlàntics.
El 14 d'octubre una nova manifestació anti-os es convocà a Tarba, davant de la prefectura dels Alts Pirineus. L'acte, convocat pel sindicat Jeunes agriculteurs va mobilitzar els ramaders d'aquest departament i dels Pirineus Atlàntics i comptà amb presència sindical aragonesa. Els convocants, que van denunciar 1.500 baixes al bestiar aquell any, van ser rebuts a la prefectura al final del matí i van anunciar l'establiment d'una plataforma francoespanyola per a registrar els atacs.
Cada cop més, el que passa a un extrem dels Pirineus està connectat amb el que passa a l'altre extrem. Per exemple, el juliol del 2020 la prefectura de l'Arieja va autoritzar la utilització de bales de goma per espantar els ossos que s'apropessin als ramats a les comunes d'Uston i Era Bòrdas-Shoantenh. Es tracta d'una mesura sol·licitada pels ramaders que havien perdut ovelles, una vegada que, a manca de mesures preventives, les simples mesures d'espant (mitjans de so i llum) es van demostrar insuficients. Podien dur a terme la mesura oficials de l'Oficina Francesa de la Biodiversitat (OFB), criadors, pastors o tinents de llop que haguessin estat entrenats sota els termes de l'ordre de la prefectura. Tanmateix, el 5 de febrer del 2021 el Consell d'Estat francès va desautoritzar la utilització de foc no letal per espantar els ossos bruns dels Pirineus, argumentant que la mesura podia perjudicar la supervivència d'aquesta espècie en perill d'extinció. L'ordre va ser celebrada per diverses organitzacions favorable a l'os. És el cas d'Animal Cross, una entitat de Pau, al Bearn, el local de la qual pocs dies després va ser vandalitzat. L'entrada del recinte va ser danyada i a la façana hi van pintar les paraules «Mort aux ours» (Morts als ossos). A més, els autors van amarar el tapís de la porta del davant amb benzina, el que podria indicar una temptativa d'incendi. L'associació va presentar denúncia.
Entre el 20 i el 27 d'abril del 2021 es confirmaren tres atacs a bestiar de Goiat a la Vall de Loron, a la Bigorra, un dels quals suposà la depredació d'una ovella a dins d'un estable, a només 50 metres de les primeres cases del poble de Lançon (Alts Pirineus). El 29 d'abril unes 200 persones es manifestaren a Arreu (Alts Pirineus) contra els ossos i demanant la retirada de l'animal. El 12 de maig la prefectura dels Alts Pirineus activà la fase 3 (d'un total de 4) del protocol d'ossos problemàtics, per tal de capturar Goiat a fí de posar-li de nou un collar GPS i poder-ne fer un seguiment amb molta més exactitud.

### Aragó i Navarra

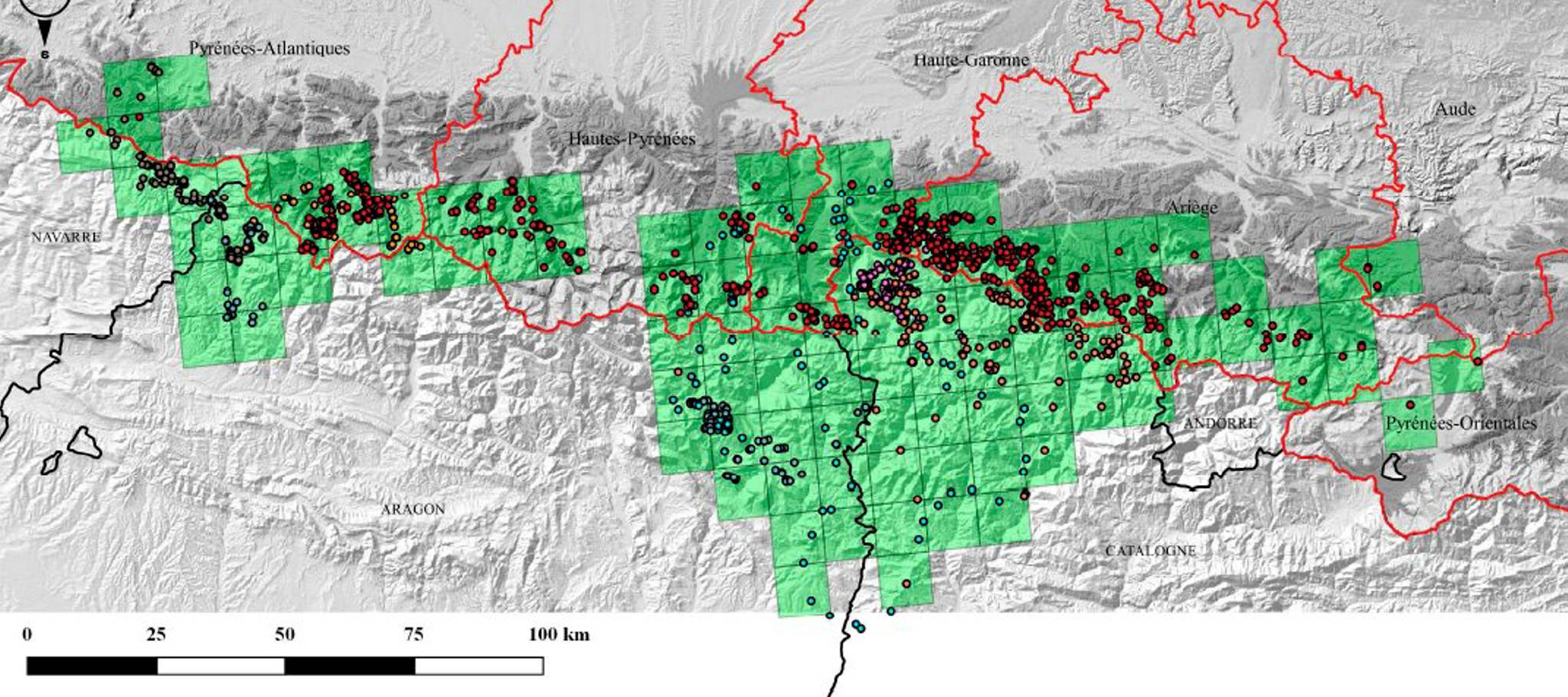
Distribució de l'os bru als Pirineus el 2019. Mostres geolocalitzades.

Des d'aquestes comunitats es va seguir amb preocupació l'alliberament al Bearn de les dues osses reproductores eslovenes el 2018. Aquell any es realitzaren les primeres manifestacions per diverses valls de la serralada contra el llop i l'os i en defensa del món rural, tot denunciant la incompatibilitat de la presència dels plantígrads amb l'activitat ramadera. Les concentracions foren a Castanesa (Ribagorça), amb presència sindical catalana, el 13 de juliol, i a Osca, el 16 de desembre, protagonitzada aquesta última per dones ramaderes d'arreu de la provincia.
A la primavera de l'any següent, una sèrie d'atacs de l'os Nere a la Jacetània (Aragó) i de Claverina a la vall de Roncal (Navarra) va fer detonar l'enuig rural. A l'estiu del 2019 va entrar Goiat també en territori aragonès, primer a la Ribagorça i posteriorment i amb assiduïtat a la vall de Gistau, al Sobrarb. Atacs a vedells, ruscs, queixes i protestes van desembocar en una reunió a Plan de les entitats ramaderes amb el conseller de medi ambient d'Aragó, el 16 de juliol. L'actitud exaltada d'alguns ramaders emulant als seus veïns francesos contra la passivitat administrativa aragonesa va desembocar a la fi de la reunió en incidents desagradables, amb amenaces al conseller, insults i trencament de les llunes del vehicle oficial. Cinc persones foren sancionades posteriorment amb multes de 2.000 euros.
Poc a poc s'anà articulant una plataforma transpirenenca, nascuda al febrer d'aquell any a Pamplona, que aglutinà més de 40 associacions ramaderes i sindicals de Catalunya, Aragó i Navarra. L'èxit de la Plataforma es palesà en la gran manifestació que es convocà el 22 d'agost del 2019 a Ainsa, al Sobrarb i en la que també hi hagué representació sindical francesa. La darrera manifestació es convocà el 13 d'octubre a Ansó, a la Jacetània, i congregà 300 persones, després de l'estimbada d'unes 70 ovelles i la desaparició de 20 més per un atac de Claverina.
A l'abril del 2020 el nom de Goiat sonava radere de sis escomeses contra ovelles a les valls de Benasc (Ribagorça) i de Gistau (Sobrab), fets pels quals els sindicats agraris aragonesos i els ajuntaments dels municipis afectats demanaren la retirada urgent de Goiat.
En línies generals, l'administració aragonesa no vol sentir a parlar de la reintroducció de l'espècie i exigeix responsabilitats a Catalunya i França de les escomeses dels plantígrads, acatant a contracor que l'espècie sigui un animal salvatge amenaçat d'extinció i protegit per les directives europees, nacionals i autonòmiques.
Mentre, a Navarra, tot i les fortes reticències dels sectors afectats, el govern ha apostat per la cerca de solucions i finançament europeu per compatibilitzar la presència de l'os amb la ramaderia extensiva, tractant d'establir un diàleg constructiu amb tots els actors.

## Morts d'ossos per l'home

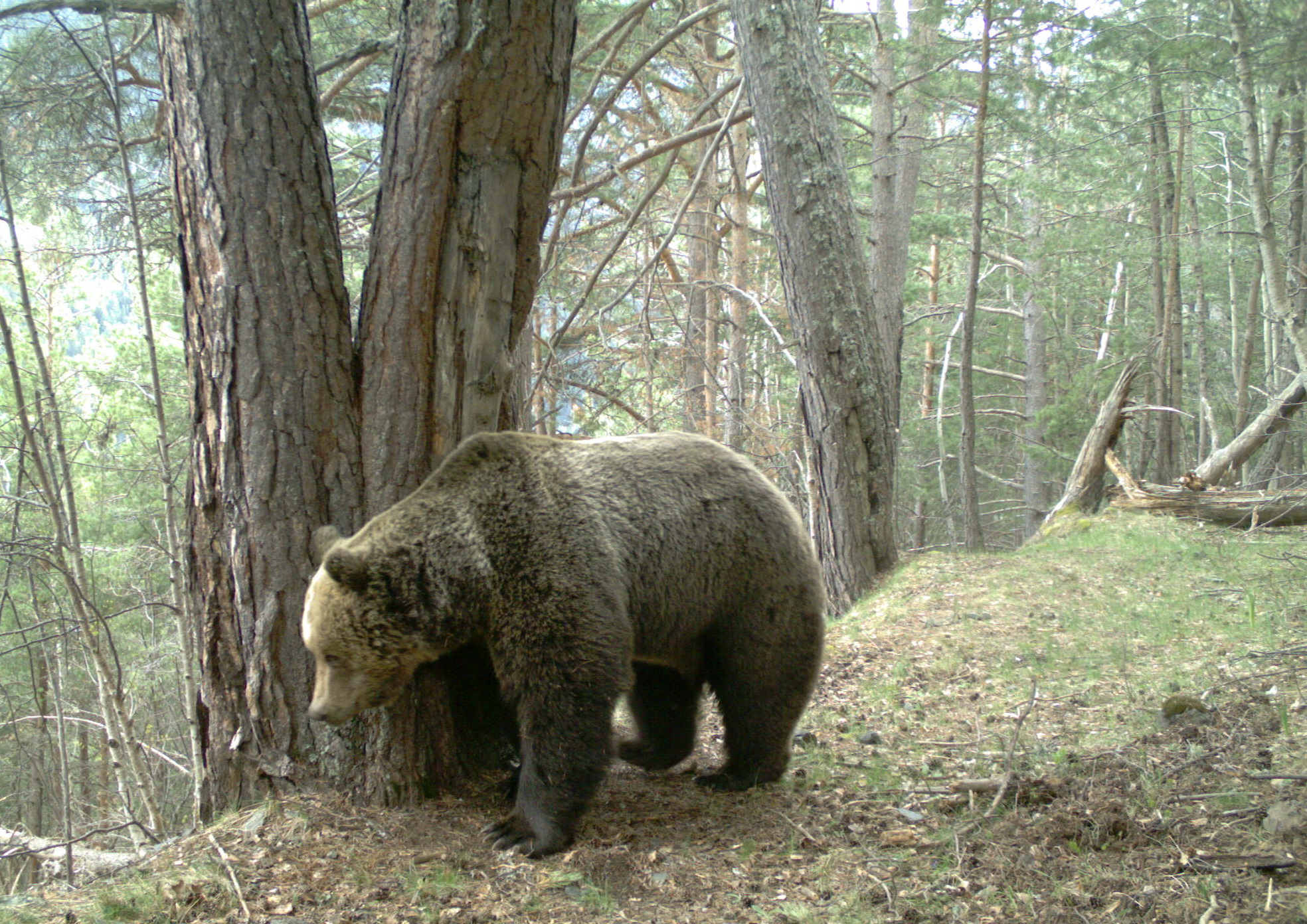
os bru fotografiat al Pirineu

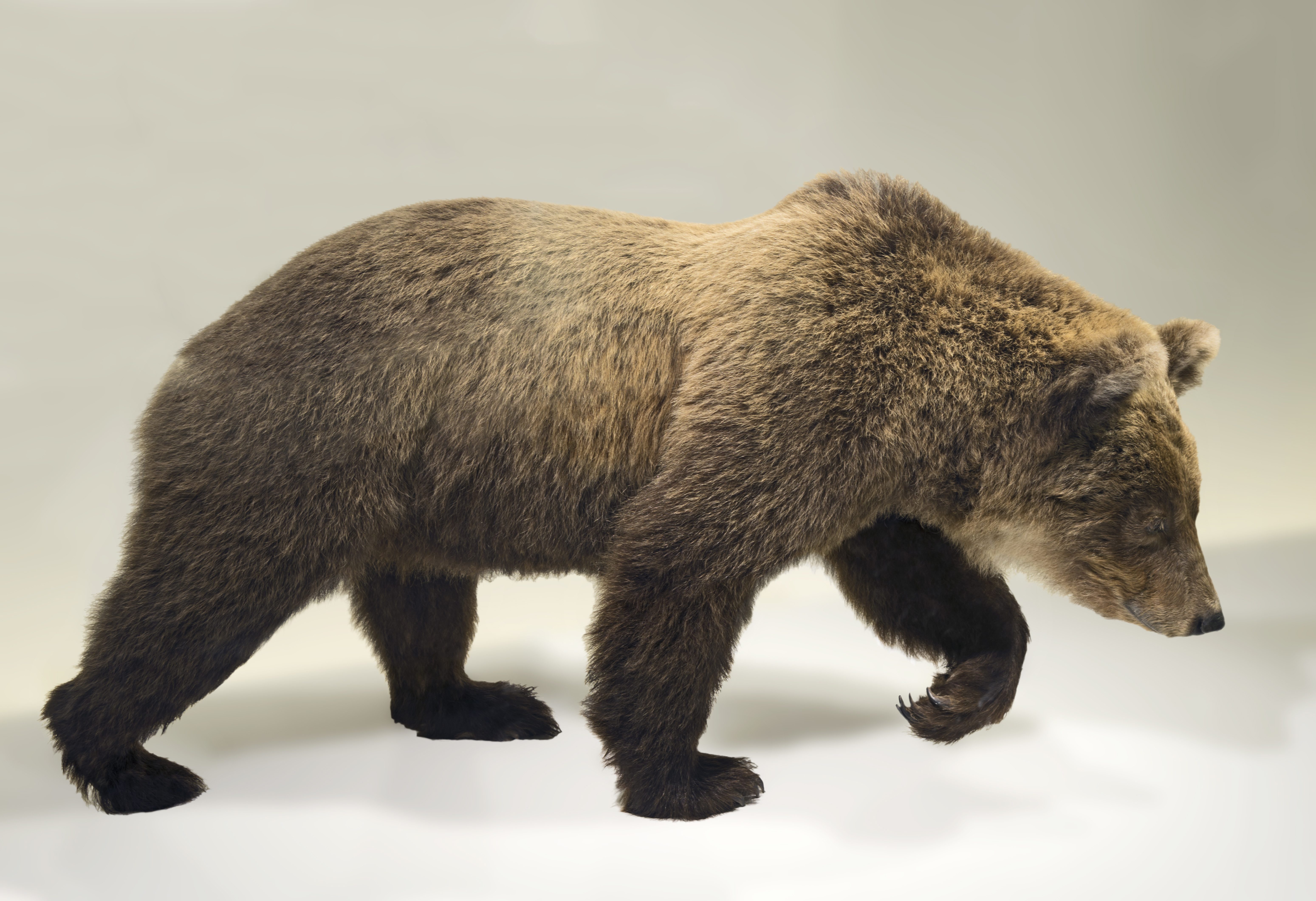
Cannelle (1989–2004), l'última ossa reproductora autòctona dels Pirineus, dissecada al museu d'història natural de Tolosa.

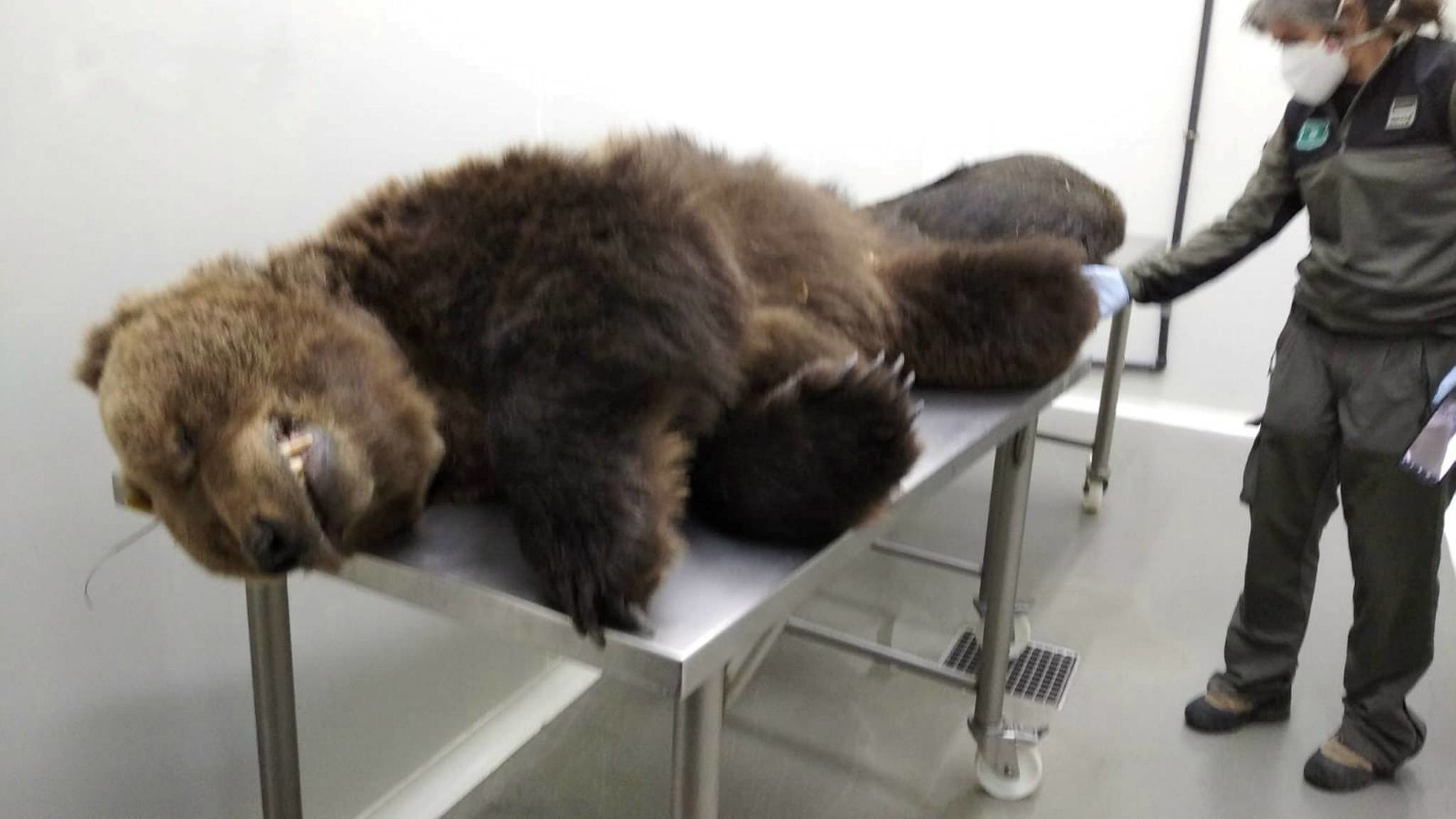
Necròpsia de l'os Cachou efectuada el 10 d'abril del 2020 a l'UAB. Imatge: Cos d'Agents Rurals de Catalunya

Melba era una de les dos osses eslovenes alliberada per l'estat francès al municipi de Mèles, al Comenge (Alta Garona), a prop de la Vall d'Aran, a la primavera del 1996. Va ser morta a trets per un caçador durant una batuda del senglar el 27 de setembre de 1997 a les 10 del matí al coll de Matet, a Vedinhs e Garraus a l'Alta Garona. El caçador va al·legar defensa pròpia i no se li va imputar cap càrrec. Els dos cadells que l'acompanyaven (Boutxi i Caramelles) van quedar orfes amb menys d'un any, però van aconseguir sobreviure. Caramelles posteriorment seria clau per a l'èxit reproductor de la població als Pirineus Centrals.
Als Pirineus Occidentals, Cannelle, l'última ossa reproductora autòctona de tota la serralada, va ser morta a trets en una batuda del senglar l'1 de novembre del 2004, a la ribera dreta de la Vall alta d'Aspa, en el municipi de Urdòs (Bearn). Canelle anava acompanyada de la seva darrera cria, Canelito, que va quedar òrfena amb menys d'un any, tot i que va fugir i va sobreviure i actualment és l'únic os portador al 50% de la soca pirinenca.
La mort de Cannelle despertà una onada d'indignació a França. Les entitats conservacionistes havien alertat que Cannelle es trobava a la zona on pretenien realitzar la batuda, però els caçadors van decidir tirar-la endavant igualment. El gener del 2007, René Marquèze, de 64 anys va ser absolt pel Tribunal Correccional de Pau del crim de destrucció d’espècie protegida amb l'eximent de legitima defensa. Però set de les vuit entitats que s'havien presentat com a part civil del procés, van recórrer la decisió. El setembre del 2009, la Cort d'Apel·lació de Pau va reconèixer la responsabilitat del caçador, condemnant-lo a pagar 11.000 € per danys i interessos a les entitats. El caçador va recórrer, però el juny del 2010 va ser definitivament condemnat per la Cort de Cassació francesa, a pagar 10.000 €. El maig de 2013, l’associació de caçadors de la qual formava part Marquèze va ser condemnada a pagar 53.000 € a WWF pels danys morals que va patir.
Quinze anys més tard entrà en escena Cachou, un mascle sub-adult fins aleshores desconegut per l'opinió pública. A la tardor del 2019 se li atribuïren diversos i reiterats a atacs a bestiar equí a la Vall d'Aran que generaren alarma. El malestar entre els criadors de cavalls, ramaders i sindicats provocà que els polítics es reunissin a Madrid per a estudiar la revisió del Protocol d'Intervenció amb ossos i permetre la possible extracció del medi d'exemplars problemàtics. A l'octubre, els tècnics del Conselh Generau d'Aran assajaren l'ús d'aversius químics en carronyes de cavalls per tal de forçar un canvi en les preferències alimentàries de Cachou. Aquesta estratègia sembla que sortí efecte.
El 9 d'abril del 2020, poc temps després que Cachou hagués despertat de la hibernació, aparegué mort al fons d'un barranc, al terme de Les. Una autopsia preliminar encomanada pel Conselh a la UAB apuntava a una possible baralla amb un altre os, però les entitats ecologistes ho qüestionaren al haver-hi indicis d'enverinament en el cadàver. Finalment el jutjat de Viella va decretar el secret de sumari (el primer que s'obria per la mort d'un os a l'estat). El 18 de novembre un agent de medi ambient de la Vall d'Aran, que formava part de la patrulla de l'os des de feia pocs mesos, fou detingut en el curs de les investigacions judicials. El dia següent, se'l deixà en llibertat amb càrrecs, acusat d'un crim contra la fauna, rebel·lació de secrets i prevaricació. La investigació va concloure que Cachou hauria estat enverinat amb un anticongelant (etilenglicol). Un cop aixecat parcialment el secret de sumari, s'ha sabut que a través d'un grup de WhatsApp anomenat Plataforma Anti-os, amb més d'un centenar de membres, s'hauria ordit el pla per acabar amb la vida de Cachou. Sis persones estarien sent investigades. En algunes de les comunicacions intervingudes per ordre judicial, s'han constatat el contacte del líder dels investigats amb persones a França igualment interessades en la mort de més plantígrads.
El 2020 van morir a trets dos ossos més als Pirineus, desfermant de nou la indignació dels partidaris de la seva reintroducció. A inicis de juny va aparèixer mort Gribouille (un os nascut al 2016), en una zona boscosa propera a las pistes d'esquí de Guzet, al terme d'Uston, al Coserans (Arieja). El departament va presentar una denúncia per aquests fets perquè l’os és una espècie protegida. Seguidament es va desfermar una gran polèmica quan la filial francesa de Sea Sheperd, una ONG conservacionista, va oferir grans quantitats de diners com a recompensa a qui oferís pistes que facilitessin esbrinar la identitat dels autors del crim. L'autòpsia de l'animal confirmà que hauria estat abatut a trets. Per compte d'aquest cas, la ministra francesa de la transició ecològica, Élisabeth Borne, va demanar a Espanya informacions sobre el resultat de l'autòpsia de Cachou, que havia estat mort dos mesos abans a Les, a la Vall d'Aran, a menys de 100 km d'Ustou.
Al juliol es produïren tant manifestacions a favor com en contra de la presència dels ossos als Pirineus. La coordinadora d'associacions pirinenques a favor de l'os (Cap ours) es mobilitzà a Tolosa de Llenguadoc, demanant el reemplaçament de l'os abatut, mentre que el conjunt de detractors es congregaren a l'estany de Lers, a l'Arieja, exigint la fi de les reintroduccions i la retirada del medi dels exemplars problemàtics. Un any després de la mort de Gribouille, encara no hi havia notícies del curs de les investigacions.
El 29 de novembre del 2020, Sarousse, la darrera de les quatre osses translocades al 2006 que quedaven amb vida, fou morta per un caçador en una batuda del senglar. Els fets es produïren en un bosc de la Vall de Bardaixí a la falda del massís del Turbó, a l'Alta Ribagorça aragonesa El caçador, un veí de la zona, anomenat Jesús i de 63 anys, al·legà disparar en defensa pròpia. El cas generà una gran conmoció en l'opinió pública espanyola donat que aquell mateix diumenge també fou morta una ossa cantàbrica a la comarca de la Montaña Palentina, la qual anava acompanyada amb un cadell (extraviat). L'ossa cantàbrica pertanyia al nucli de població oriental, el més vulnerable en aquesta altra serralada de la península Ibèrica. El Seprona, unitat de la Guàrdia Civil encarregada de la investigació traslladà l'atestat al jutjat d'instrucció de Boltanya, que instruí la causa per un presumpte delicte contra la fauna i contra l'ordenació del territori i el medi ambient. El setembre del 2021, el jutjat donà per bona la versió del caçador i arxivà la causa. La fiscalia havia demanat que es considerés també el delicte d'imprudència greu per no haver-se pres mesures de prevenció en la batuda davant la presència d'un animal pertanyent a una espècie protegida a Espanya, però el jutjat ho desconsiderà argumentant que aquesta era "una qüestió de caràcter administratiu aliena a l'investigat". La Fundació Os Bru, que exercia d'acusació particular, anuncià que no recorreria l'acte de sobresseïment provisional dictat pel jutjat, tot criticant l'administració autonòmica aragonesa, doncs en el mateix auto judicial s'indicà que "no consta que s'informés als caçadors de la concreta situació de l'óssa, ni de les mesures a prendre davant la seva presència al lloc".
Les morts a mans de l'home de tres ossos als Pirineus al 2020, representen el 5% duna població, l'estat de conservació de la qual la Comissió Europea considera com a "no favorable". Al desembre, les entitats conservacionistes franceses 'Pays de l'Ours-Adet i FERUS exigiren noves translocacions per esmenar la situació, donat el compromís de França en el seu propi Pla de l'os Bru 2018-2028 de reemplaçar qualsevol exemplar que tingués una mort provocada per causes humanes. Tanmateix, al juliol el govern francès havia aprovat l'estratègia Pastoralisme et ours en la qual s'incrementaren les ajudes als ramaders i les compensacions per danys atribuïts als ossos sense preveure l'alliberament de nous individus al medi.
El 20 de novembre de 2021 una ossa acompanyada de dos cadells fou morta per un caçador de 70 anys en una batuda del senglar al municipi occità de Sèish, al Coserans (Arieja). L'ossa efectuà una càrrega defensiva i ferí greument el caçador a les cames.

## Llista d'ossos translocats
A la taula següent es detallen els ossos introduïts als Pirineus. L'edat i el pes corresponen al moment del seu alliberament.
| Núm. | Data                | Nom       | Sexe | Pes (kg) | Edat (anys) | Lloc alliberament                   | Notes | Font    |
| ---- | ------------------- | --------- | ---- | -------- | ----------- | ----------------------------------- | --- | ------- |
| 1    | 19 de maig de 1996  | Živa      | F    | 104      | 6           | Melles (Alta Garona)                | Donà a llum a dos cadells, inclòs el mascle Nere, que s'aparellà amb Cannelle i és pare de Canelito. Živa està desapareguda des del 2008, any en què se la donà per morta. | [ 122 ] |
| 2    | 6 de juny de 1996   | Melba     | F    | 98       | 5           | Melles                              | Va donar a llum tres cadells el 1997. Va ser morta a trets per un caçador durant una batuda a les 10 h el 27 de setembre de 1997 al Col de Matet, a Vedinhs e Garraus. La seva filla Caramelles ha tingut almenys 14 cadells amb Pyros des del 2001.                                             | [ 122 ] |
| 3    | 2 de maig de 1997   | Pyros     | M    | 235      | 9           | Melles                              | El gran mascle reproductor del Pirineu. No se'l veu des del 2017, quan se'l dona per mort. | [ 122 ] |
| 4    | 25 d'abril de 2006  | Palouma   | F    | 83       | 3,5         | Burgalais (Alta Garona)             | Apadrinada par Renaud i Romane Serda. Hauria d’haver estat alliberada a Arbast. Va morir d'una caiguda accidental d'un barranc rocos el 23 o 24 d'agost del 2006. | [ 3 ]   |
| 5    | 28 d'abril de 2006  | Françska  | F    | 110      | 17          | Bagnères-de-Bigorre (Alts Pirineus) | Apadrinada per Laurent Baffie et Véronique Sanson. Va morir després d'una col·lisió amb un cotxe el 9 d'agost de 2007 a la carretera RN21 a Biger. | [ 3 ]   |
| 6    | 17 de maig de 2006  | Hvála     | F    | 100      | 7           | Arbas (Alta Garona)                 | Apadrinada per Carla Bruni i Sanseverino. S'aparellà 7 vegades i tingué 11 cadells als Pirineus. En el balanç del 2020 se la va donar definitivament per morta, donat que fou detectada per última vegada el 2017.                                                                               | [ 3 ]   |
| 7    | 2 de juny de 2006   | Balou     | M    | 88       | 4           | Arbas                               | Apadrinat per Fanny Ardant i Gérard Depardieu. No aconseguí arrabassar-li a Pyros el paper de mascle dominant i deixà el Pirineu central. Morí atansat per un llamp entre el 4 i el 6 de juny del 2014 a Mèles (Alta Garona) Tingué un fill pòstum, Cachou, que morí enverinat l'abril del 2020. | [ 3 ]   |
| 8    | 21 d'agost de 2006  | Sarousse  | F    | 112      | 7           | Arbas                               | Apadrinada par Alain Chamfort i Valérie Lemercier. Fou morta el 29 de novembre de 2020 per un caçador a la vall de Bardaixí, a la Ribagorça aragonesa. Sense descendència | [ 3 ]   |
| 9    | 6 de juny de 2016   | Goiat     | M    | 205      | 10          | Isil (Pallars)                      | S’introdueix com a part del programa Piroslife per tal d'aportar sang nova i disminuir els nivells d'endogàmia, a causa del fet que Pyros és el pare de gairebé tots els cadells del Pirineu central fins al 2014. Sense descendència.                                                           | [ 128 ] |
| 10   | 4 d'octubre de 2018 | Claverina | F    | 140      | 5           | Etsaut (Vall d'Aspa)                | Claverina significa "l'hereva" o "la que té les claus" en occità bearnès. Se la considerava potencialment en estat quan se l’alliberà, però no se li coneix encara descendència als Pirineus. | [ 26 ]  |
| 11   | 5 d'octubre de 2018 | Sorita    | F    | 150      | 5           | Laruns (Vall d'Aussau)              | Sorita significa "germana petita" en occità bearnès. Potencialment en estat quan se l’alliberà. Se la veu en presència de 2 ossalls per les contrades de Luz-Saint-Sauveur, però aquests probablement foren morts per un os mascle a principis de maig.                                          | [ 5 ]   |

## Documentals
Hi ha com a mínim quatre documentals realitzats a Catalunya que toquen el tema de la reintroducció de l'os al Pirineu, dos fets en català i un en castellà:
- Territori os (2020, 45 minuts) és un reportatge en català de Jordi Regàs i Víctor Díaz sobre el conflicte de l'os als Pirineus als últims dos anys, especialment amb el cas de Goiat i Cachou. Programa 30 minuts.[130][131] Duran el rodatge es va poder gravar per primera vegada un os bru en llibertat al Pirineu català per les càmeres de TV3.[132]

- El retorn de l'os (2019, 28 minuts) - del documentalista i fotògraf de natura David Perpiñan, biòleg veterinari català amb màster i doctorat en medicina i cirurgia d'animals.[133] Versió original en castellà.[134][135]
- Goiat (2020, 31 minuts), documental del director Jordi Prieto, rodat en català.[136][137]
- El no a l'os (2021, 75 minuts)[138] és un documental dels pallerersos Vanesa Freixa i Riba i Pepe Camps que pretén mostrar el perquè a l'oposició a aquest plantígrad als dos vessants dels Pirineus (català i francès), donant veu a pastors i ramaders que expliquen el què significa conviure amb l'os.[139] La cinta mostra com l’os acaba sent la punta de l’iceberg d’una problemàtica molt més profunda que toca de ple a la governança del món rural.[138]